# Hyphantria penthetria
Hyphantria penthetria är en fjärilsart som beskrevs av Dyar 1912. Hyphantria penthetria ingår i släktet Hyphantria och familjen björnspinnare. Inga underarter finns listade i Catalogue of Life.